# Park Jin-seob
Park Jin-seob (kor. 박진섭; * 11. März 1977 in Seoul) ist ein ehemaliger südkoreanischer Fußballspieler und heutiger -trainer. Er spielte zuletzt als Spieler für Ulsan Hyundai Mipo Dolphin FC. Aktuell steht er als Trainer bei Busan IPark unter Vertrag.

## Karriere als Spieler

### Ausbildung
Seine Ausbildung fing er an der Paichai Middle School 1990 an, die er bis 1992 besuchte. Anschließend ging er von 1993 bis 1995 auf die Paichai High School. Von 1996 bis 1999, besuchte er die Korea University und schloss dort seine Ausbildung ab. Er wechselte danach anschließend zu Sangmu FC, um seinen Militärdienst zu absolvieren.

### Spielerkarriere
Seine erste Station war mit Sangmu FC ein Südkoreanischer Militärverein gewesen, wo er seine Wehrpflicht absolvierte. Seine Wehrpflicht endete Ende des Jahres 2001. Er wechselte danach anschließend zu Ulsan Hyundai Horang-i. In den Drei Jahren als Horang-i-Spieler lief er insgesamt 91-mal für den Verein auf und erzielte dabei 2 Tore. Mitte 2005 wechselte er in der Sommertransferzeit zu Seongnam Ilhwa Chunma FC. Mit ihnen konnte er 2005 und 2006 die Meisterschaft feiern. Bis Ende 2008 lief er für Ilhwa Chunma FC insgesamt 97-mal auf. Er wechselte danach zu Busan IPark. In den Zwei Jahren bei Busan IPark, konnte er keinen Erfolg feiern. Bis Ende 2010 lief er für Busan 39-mal auf. Er wechselte danach anschließend zu Ulsan Hyundai Mipo Dolphin FC in die Korea National League. Dort konnte er 2011 die Ligameisterschaft feiern. Bis Ende 2012 lief er für den Verein 28-mal auf und erzielte dabei 2 Tore. Ende 2012 beendete er seine Aktive Spielerlaufbahn.

### Länderspiel-Karriere
Jin-seob wurde erstmals 1997 in die Südkoreanische U20-Auswahl berufen. Für die U20-Auswahl lief er dreimal auf und erzielte dabei zwei Tore. Anschließend wurde er von 1999 bis zum Jahr 2000 von der Südkoreanischen U23-Auswahl einberufen. Für die lief er insgesamt 31-mal auf und erzielte dabei 4 Tore. Von 1998 bis 2004 war er Nationalspieler Südkoreas. Für die Länderauswahl lief er insgesamt 35-mal auf und erzielte dabei 5 Tore.

## Karriere als Trainer
Nachdem er seine Aktive Spielerkarriere beendet hatte, heuerte er als Trainer an der Gaesung High School an. Bis 2015 war er dort als Trainer tätig. Mitte 2015 wurde er von seinem ehemaligen Verein Busan IPark als Co.-Trainer unter Vertrag genommen. Anfang 2016 wurde er Co.-Trainer bei den Pohang Steelers und behielt bis Ende 2017 diese Position inne. Anfang 2018 verkündete der Verein Gwangju FC, ihn als Trainer unter Vertrag genommen zu haben. Unter seiner Führung spielte der Verein bis Saisonende immer wieder um die Play-off-Plätze mit. Am Ende beendete der Verein auf Platz 5 die Saison, womit sie die Play-off-Spiele knapp verpasst hatten. Im Pokal schieden so überraschend früh aus. Sie verloren in ihrer ersten Pokalrunde gegen den Drittligisten aus der KNL, Daejeon Korail FC mit 1:3.

## Erfolge

### Als Spieler
- 2× K-League-Meisterschaft: 2005, 2006
- 1× Korea-National-League-Gewinner: 2011